# Edmund Grünhauser (1862–1940)
Edmund Grünhauser (ur. 19 czerwca 1862 w Wiedniu; zm. 14 sierpnia 1940 w Krakowie) – austriacki kupiec, fotograf, drukarz i litograf, jeden z pionierów fotografii w Krakowie.
Był synem Willibrorda Grünhausera i jego żony Marii. Urodził się i wychował w Wiedniu. W latach 90. XIX w. przeniósł się do Częstochowy, a następnie do Warszawy. Tam wszedł w spółkę z firmą litograficzno-fotograficzną Stanisława Szalaya. W 1905 r. zamieszkał w Krakowie. W 1906 r. założył, w kamienicy przy ulicy Szewskiej 2, Warszawski Skład Przyborów Fotograficznych. W latach 1908–1913 był członkiem zarządu Towarzystwa Fotografów Amatorów. Ostatnie lata życia spędził w mieszkaniu przy ul. Długiej. Zmarł w 1940 r. i został pochowany na cmentarzu Rakowickim.
Z żoną Anną zd. Kastner doczekał się czworga dzieci:
- Edmunda – urzędnika
- Emmy – żonę Waldemara Beiersdorfa, matkę Ottona
- Marii
- Rudolfa – kupca